# Shinpachi Baba
Shinpachi Baba (jap. 馬場新八 Baba Shinpachi) – japoński pionier baloniarstwa, pierwszy Japończyk, który dokonał lotu balonowego.

## Życiorys
W 1876 Buheita Azabu i Shinpachi Baba skonstruowali pierwszy japoński balon, miał on jedwabną powłokę i był wypełniony gazem koksowniczym. Pierwszy lot balonu odbył się w kwietniu 1876, Shinpachi Baba został pierwszym Japończykiem, który dokonał lotu balonowego.
Rok później, w czasie buntu Satsumy, Buheita Azabu skonstruował szereg wolnych balonów, które miały być użyte do nawiązania kontaktu z siłami rządowymi znajdującymi się w odciętym przez siły Satsumy zamku Kumamoto. Baba wykonał kilka próbnych lotów, 21 maja 1877 wzbił się w jednym z balonów na wysokość 217 metrów. Pomimo sukcesów próbnych lotów, nie zdążono użyć balonów bojowo z powodu zakończenia konfliktu.